# كنوت غاد
كنوت غاد (4 ديسمبر 1916 – 8 مايو 1995) هو سبّاح سويدي راحل، مثّل بلاده في الألعاب الأولمبية الصيفية 1948.

## روابط خارجية
كنوت غاد على موقع أوليمبيديا (الإنجليزية)
- كنوت غاد على موقع اللجنة الأولمبية السويدية (السويدية)